# Olympische Jugend-Sommerspiele 2014/Teilnehmer (St. Vincent und die Grenadinen)
| Gelbes Symbol für Goldmedaillen mit stilisierten Olympischen Ringen | Graues Symbol für Silbermedaillen mit stilisierten Olympischen Ringen | Braundes Symbol für Bronzemedaillen mit stilisierten Olympischen Ringen |
| ------------------------------------------------------------------- | --------------------------------------------------------------------- | ----------------------------------------------------------------------- |
| —                                                                   | —                                                                     | —                                                                       |

St. Vincent und die Grenadinen nahmen an den Olympischen Jugend-Sommerspielen 2014 in Nanjing mit 4 Athleten und Athletinnen (2 Jungen, 2 Mädchen) teil.

## Teilnehmer nach Sportarten

### Beachvolleyball
| Athleten                      | Vorrunde                                        | Vorrunde             | Runde 1       | Runde 1       | Achtelfinale  | Achtelfinale  | Viertelfinale | Viertelfinale | Halbfinale    | Halbfinale    | Finale        | Finale        | Rang          |
| Athleten                      | Gegner                                          | Ergebnis             | Gegner        | Ergebnis      | Gegner        | Ergebnis      | Gegner        | Ergebnis      | Gegner        | Ergebnis      | Gegner        | Ergebnis      | Rang          |
| ----------------------------- | ----------------------------------------------- | -------------------- | ------------- | ------------- | ------------- | ------------- | ------------- | ------------- | ------------- | ------------- | ------------- | ------------- | ------------- |
| Jungen                        |                                                 |                      |               |               |               |               |               |               |               |               |               |               |               |
| Rodell Fraser Delshun Welcome | Siren / Maattanen                               | 0:2                  | ausgeschieden | ausgeschieden | ausgeschieden | ausgeschieden | ausgeschieden | ausgeschieden | ausgeschieden | ausgeschieden | ausgeschieden | ausgeschieden | ausgeschieden |
| Rodell Fraser Delshun Welcome | Morris / Phillip Akande                         | Sieg durch Walk-over | ausgeschieden | ausgeschieden | ausgeschieden | ausgeschieden | ausgeschieden | ausgeschieden | ausgeschieden | ausgeschieden | ausgeschieden | ausgeschieden | ausgeschieden |
| Rodell Fraser Delshun Welcome | Jegor Dmitrijew / Sergey Polichshuk             | 1:2                  | ausgeschieden | ausgeschieden | ausgeschieden | ausgeschieden | ausgeschieden | ausgeschieden | ausgeschieden | ausgeschieden | ausgeschieden | ausgeschieden | ausgeschieden |
| Rodell Fraser Delshun Welcome | Mauricio Vieyto Acosta / Marco Cairus Lucarelli | 0:2                  | ausgeschieden | ausgeschieden | ausgeschieden | ausgeschieden | ausgeschieden | ausgeschieden | ausgeschieden | ausgeschieden | ausgeschieden | ausgeschieden | ausgeschieden |
| Rodell Fraser Delshun Welcome | Ahid Al Sahi / Samiei Al Hammadi                | 1:2                  | ausgeschieden | ausgeschieden | ausgeschieden | ausgeschieden | ausgeschieden | ausgeschieden | ausgeschieden | ausgeschieden | ausgeschieden | ausgeschieden | ausgeschieden |

### Leichtathletik
Laufen und Gehen
| Athleten         | Wettbewerb | Vorlauf | Vorlauf | Finale | Finale | Rang |
| Athleten         | Wettbewerb | Zeit    | Rang    | Zeit   | Rang   | Rang |
| ---------------- | ---------- | ------- | ------- | ------ | ------ | ---- |
| Mädchen          |            |         |         |        |        |      |
| Deslorn Lawrence | 100 m      | 12,78 s | 18      | 12,70  | 16     | 16   |

### Schwimmen
| Athleten       | Wettbewerb         | Vorlauf | Vorlauf | Halbfinale    | Halbfinale    | Finale        | Finale        | Rang |
| Athleten       | Wettbewerb         | Zeit    | Rang    | Zeit          | Rang          | Zeit          | Rang          | Rang |
| -------------- | ------------------ | ------- | ------- | ------------- | ------------- | ------------- | ------------- | ---- |
| Mädchen        |                    |         |         |               |               |               |               |      |
| Adora Lawrence | 50 m Freistil      | 30,67 s | 41      | ausgeschieden | ausgeschieden | ausgeschieden | ausgeschieden | 41   |
| Adora Lawrence | 50 m Schmetterling | 34,42 s | 31      | ausgeschieden | ausgeschieden | ausgeschieden | ausgeschieden | 31   |

## Weblink
- Ergebnisse